# Trasierra
Trasierra è un comune spagnolo di 717 abitanti situato nella comunità autonoma dell'Estremadura.